# Barry Beck
Barry David Beck (* 3. Juni 1957 in Vancouver, British Columbia) ist ein kanadischer Eishockeyspieler (Verteidiger), der von 1977 bis 1990 für die Colorado Rockies, New York Rangers und Los Angeles Kings in der National Hockey League spielte.

## Karriere
Beck spielte während seiner Juniorenzeit gemeinsam mit Stan Smyl bei den New Westminster Bruins in der Western Canada Hockey League. Drei Jahre in Folge erreichte er mit seinem Team die Endrunde um den Memorial Cup, den die Bruins 1977 gewinnen konnten. Die Colorado Rockies wählten ihn beim NHL Amateur Draft 1977 als zweiten Spieler der ersten Runde aus. Auch beim WHA Amateur Draft 1977 nutzen die Calgary Cowboys das zweite Draftrecht für Beck.
Er entschied sich für die Rockies und die NHL. Dort gelang ihm auf Anhieb der Durchbruch. Er spielte eine großartige Rookiesaison mit 22 Toren, 38 Vorlagen und 60 Punkten, zu diesem Zeitpunkt eine Bestleistung für Rookie-Verteidiger. Erst elf Jahre später übertraf Brian Leetch diese Werte. Bei der Wahl zum Rookie des Jahres, belegte er hinter Mike Bossy Platz zwei. Gleich in seiner ersten Saison vertrat er sein Team beim NHL All-Star Game, für das er fünf Jahre in Folge nominiert wurde. Nach zehn Spielen in der Saison 1979/80 wechselte im Tausch für fünf Spieler zu den New York Rangers. Bei den Rangers wurde er bald zum neuen Mannschaftskapitän und war eine große Stütze der Defensive. 1981 vertrat er sein Land beim Canada Cup. Verletzungen begleiteten ihn über die Jahre, so dass er im Laufe der Saison 1985/86 seine Karriere beendete. Zur Saison 1989/90 ließ er sich überreden und spielte 52 Partien für die Los Angeles Kings um Superstar Wayne Gretzky.
Eine neue Herausforderung fand Beck 2006, als er als die Position des General Managers an der Hong Kong Academy of Ice Hockey übernahm.

## Sportliche Erfolge
- Memorial Cup: 1977
- Silbermedaille beim Canada Cup: 1981

### Persönliche Auszeichnungen
- BCJHL First All-Star Team: 1974
- WCJHL First All-Star Team: 1976 und 1977
- Memorial Cup Tournament All-Star Team: 1976 und 1977
- WCJHL Player of the Year: 1977
- Stafford Smythe Memorial Trophy: 1977
- Bill Hunter Memorial Trophy: 1977
- Nominiert für die Calder Memorial Trophy: 1978
- Teilnahme am NHL All-Star Game: 1978, 1980, 1981, 1982 und am Challenge Cup 1979